# Imperfectumtő
Az imperfectumtő a latinban, mint az indoeurópai nyelvekben általában, az igetőnek egy rendszerint továbbképzett változata, melyet az imperfectumi (azaz be nem fejezett állapotú) igealakok használnak.
Az imperfectumi tő képzése a latinban is történhet
1. reduplicatio (sistō),
2. nazális elem (linō),
3. ‘i’ félhangzó (capiō),
4. ‘sc’ képző (crēscō)

révén, bár maradhat az imperfectumtő az igetővel azonos is.